# セイジ・パブリッシング
セイジ・パブリッシング（Sage Publishing）は、1965年にニューヨークでサラ・ミラー・マッキューンによって設立され、現在はカリフォルニア州サウザンドオークスのニューベリーパーク地区に拠点を置く、アメリカ合衆国の非公開学術出版社。北アメリカ、ヨーロッパ、アジア太平洋地域に事務所を構えている。
セイジ・パブリッシングは、ビジネス、人文科学、社会科学、自然科学、技術、医学分野で年間1000誌以上のジャーナルと、800冊以上の書籍を出版している。